# Österplana hed och vall
Österplana hed och vall är ett naturreservat inom Kinnekulle naturvårdsområde, Götene kommun, i Västergötland.

## Beskrivning
Naturreservatet, som är Kinnekulles största, varierar i det flacka landskapet från torra alvarmarker med ett tunt jordlager, till fuktiga ängar och kärr.
Alvarmarkerna på Kinnekulle är de enda på svenska fastlandet, de övriga finns på Öland och Gotland. Den sällsynta växten Kalknarv, växer bara på Gotland och här - i hela världen.
Naturreservatet bildades 2008, och arealen är cirka 611 hektar. Naturvårdsförvaltare är Länsstyrelsen i Västra Götalands län, och reservatet ingår i EU:s nätverk av skyddade områden, Natura 2000. Kinnekulle vandringsled går genom de södra och centrala delarna av reservatet.

## Bilder från Österplana hed och vall

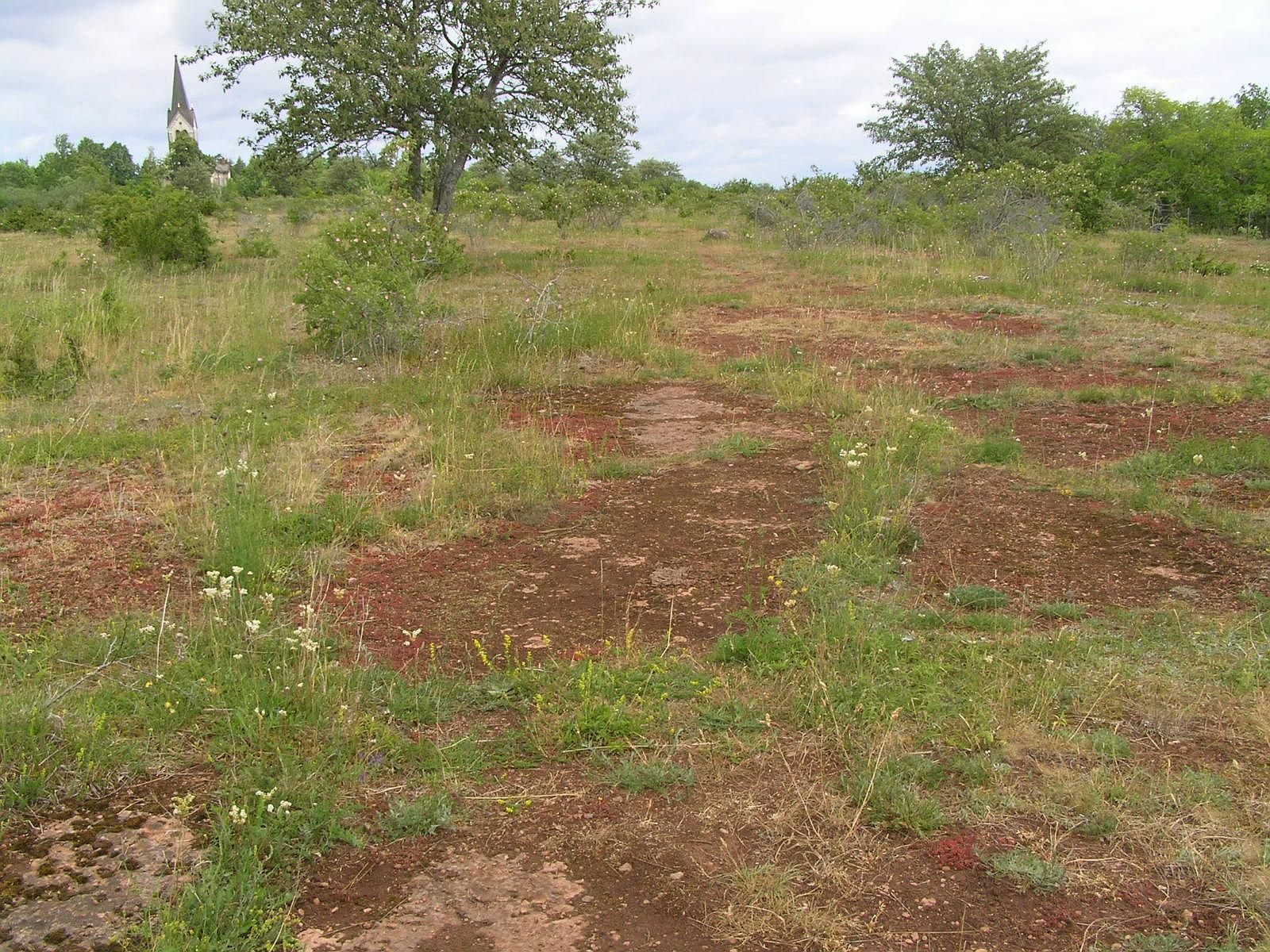
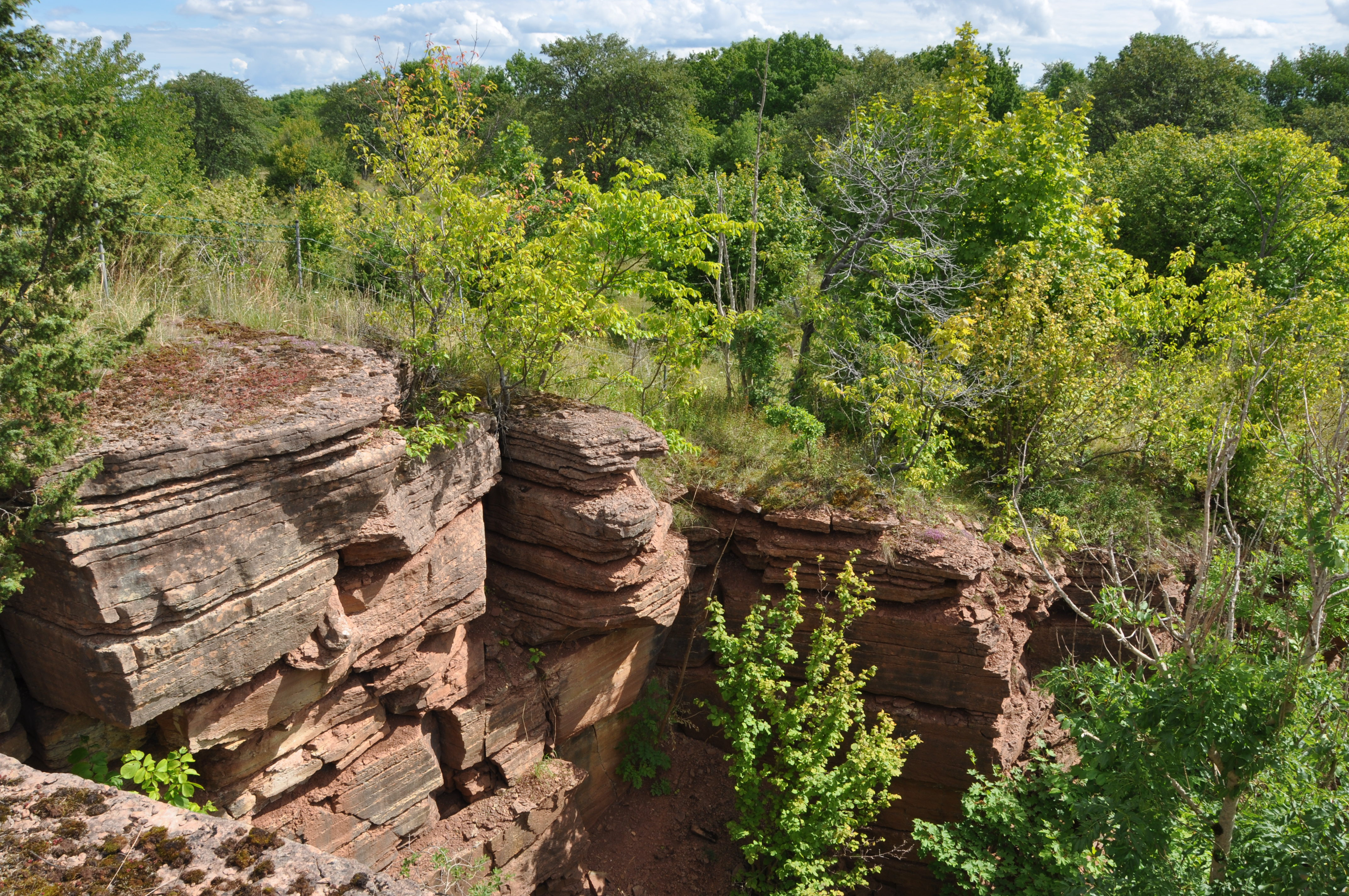